# Skrzeszew (gromada w powiecie nowodworskim)
Skrzeszew – dawna gromada, czyli najmniejsza jednostka podziału terytorialnego Polskiej Rzeczypospolitej Ludowej w latach 1954–1972.
Gromady, z gromadzkimi radami narodowymi (GRN) jako organami władzy najniższego stopnia na wsi, funkcjonowały od reformy reorganizującej administrację wiejską przeprowadzonej jesienią 1954 do momentu ich zniesienia z dniem 1 stycznia 1973, tym samym wypierając organizację gminną w latach 1954–1972.
Gromadę Skrzeszew z siedzibą GRN w Skrzeszewie utworzono – jako jedną z 8759 gromad na obszarze Polski – w powiecie nowodworskim w woj. warszawskim, na mocy uchwały nr VI/10/9/54 WRN w Warszawie z dnia 5 października 1954. W skład jednostki weszły obszary dotychczasowych gromad Skrzeszew, Kałuszyn, Topolina, Poddębie i Derlacz oraz miejscowość Poniatów z dotychczasowej gromady Łajski ze zniesionej gminy Skrzeszew w tymże powiecie. Dla gromady ustalono 10 członków gromadzkiej rady narodowej.
31 grudnia 1959 1 stycznia 1960 do gromady Skrzeszew przyłączono wieś Dąbrowa Chotomowska ze znoszonej gromady Chotomów oraz wieś Komornica ze znoszonej gromady Wieliszew w tymże powiecie (wykreślone zmiany retroaktywnie uchylone uchwałami z 25 lutego 1960).
31 grudnia 1961 do gromady Skrzeszew włączono wieś Łajski ze zniesionej gromady Łajski oraz wieś Wieliszew z gromady Nieporęt w tymże powiecie.
Gromada przetrwała do końca 1972 roku, czyli do kolejnej reformy gminnej. 1 stycznia 1973 w powiecie nowodworskim reaktywowano gminę Skrzeszew.